# Nicky Anosike
Nkolika Nonyelum Anosike, detta Nicky (Brooklyn, 27 febbraio 1986), è un'ex cestista statunitense, professionista nella WNBA.
È la sorella di Oderah Anosike.

## Carriera
È stata selezionata dalle Minnesota Lynx al secondo giro del Draft WNBA 2008 (16ª scelta assoluta).
Con gli Stati Uniti ha disputato i Giochi panamericani di Rio de Janeiro 2007.

## Palmarès
- 2 volte campionessa NCAA (2007, 2008)
- WNBA All-Rookie First Team (2008)
- WNBA All-Defensive First Team (2009)